# Hans Hertel

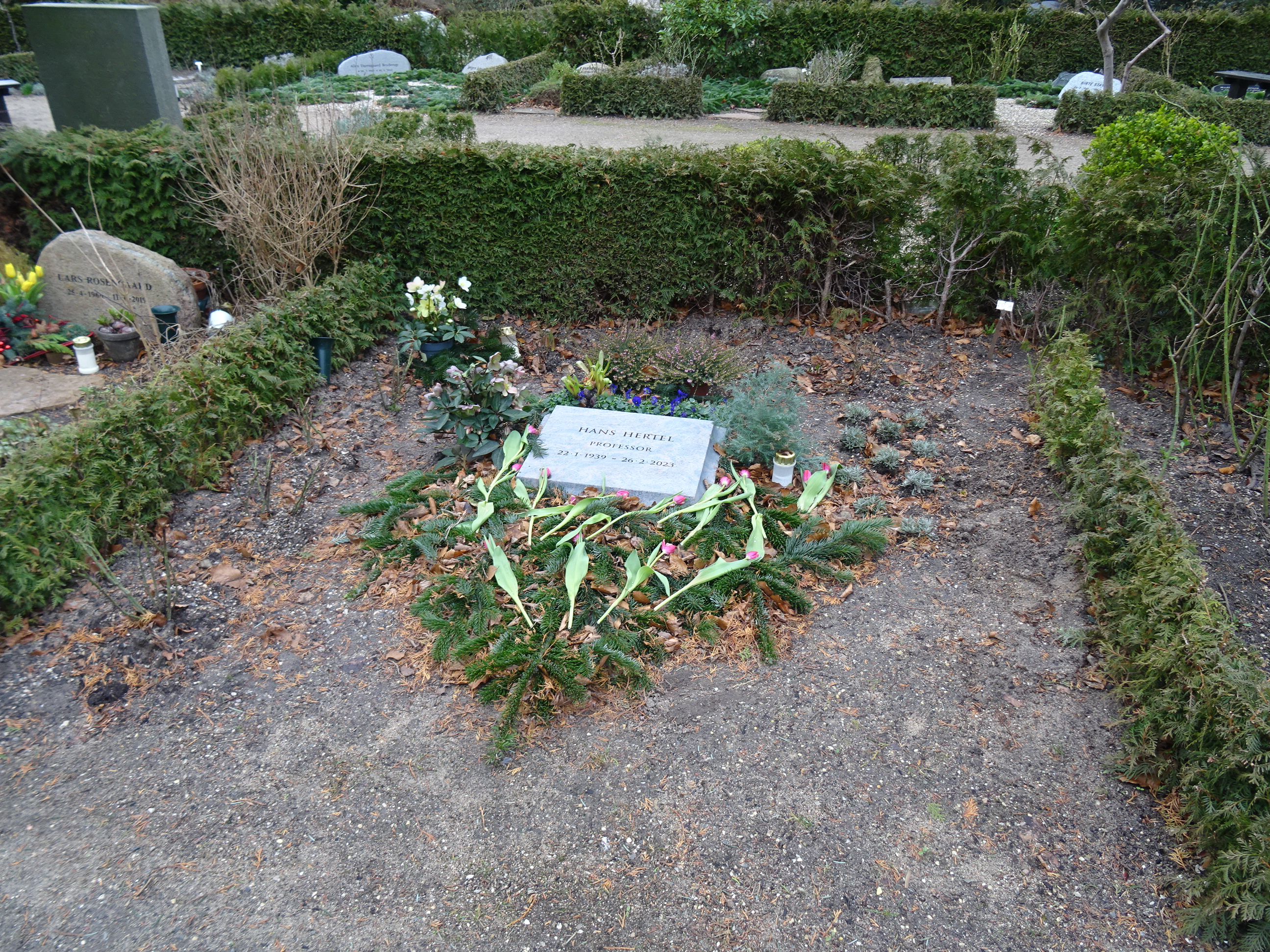
Die Grabstätte von Hans Hertel in Kopenhagen.

Hans Hertel (* 22. Januar 1939 in Frederiksberg; † 26. Februar 2023 in Kopenhagen) war ein dänischer Literaturhistoriker, Literaturkritiker und Hochschullehrer, der sowohl 1985 den Georg-Brandes-Preis als auch 1996 den Søren-Gyldendal-Preis erhielt.

## Leben
Nach dem Schulbesuch studierte Hertel Literaturgeschichte und Komparatistik an der Universität Kopenhagen und schloss dieses Studium 1966 mit einem Magister ab. Bereits während des Studiums war er 1960 Herausgeber der Anthologie Det lyse rum, dem 1967 eine zweibändige Sammlung von Essays mit dem Titel Tilbageblik på 30’erne. Litteratur, teater, kulturdebat 1930-39 folgte. In den folgenden Jahren verfasste er zahlreiche Beiträge für dänische und internationale Zeitschriften, Anthologien und Sammelwerke und war darüber hinaus von 1969 bis 1977 Redakteur der Buchreihe Værkserien. Zugleich war er zwischen 1970 und 1973 Redakteur von Moderne Verdenslitteratur sowie von 1972 bis 1979 von Litteratur og samfund.
1980 nahm Hertel den Ruf auf eine Professur für Skandinavische Literatur an der Universität Kopenhagen an und lehrte dort bis zu seiner Emeritierung 2009. Neben seiner Lehrtätigkeit war er zwischen 1985 und 1995 auch Redakteur und Herausgeber der ersten und zweiten Auflage der siebenbändigen Fachbuchreihe Verdens litteraturhistorie, die in dänischer, norwegischer und schwedischer Sprache erschien, und für die er 1985 mit dem Georg-Brandes-Preis geehrt wurde. Hertel, der 1996 auch den Søren-Gyldendal-Preis erhielt, war nicht nur seit 1988 Mitarbeiter der Tageszeitung Politiken, sondern zwischen 1999 und 2001 auch Redakteur und Herausgeber der Buchreihe Kaptajn Nemos Bibliotek.
Daneben gab er nicht nur Anthologien neuer dänischer Literatur heraus, sondern übersetzte auch Werke von F. Scott Fitzgerald, Nathanael West und Mary McCarthy. Außerdem veröffentlichte er literaturkritische und kommentierte Textausgaben von Elsa Gress, Frederik J. Billeskov Jansen, Mogens Knudsen, Sven Møller Kristensen, Tage Skou-Hansen, Henrik Stangerup und Erik Aalbæk Jensen.

## Weitere Veröffentlichungen
- Omkring Phantasterne. 1969
- Det litterære system i Danmark. 1972
- Den politiske Georg Brandes (Mitautor Sven Møller Kristensen). 1973
- Kønsroller i litteraturen. 1975
- Romanteori og romananalyse (Mitautoren Merete Gerlach-Nielsen und Morten Nøjgaard). 1977
- Se på litteraturen! En billedbog om det litterære liv fra Homer til Sartre. 1982
- Den daglige bog. Bøger, formidlere og læsere i Danmark gennem 500 år. 1983
- Bogens fremtid er ikke hvad den har været (Mitautor Kurt Fromberg). 1988
- Bo Bojesens Danmarkshistorie 1943-94. 1994
- Bogen i mediesymbiosens tid. 1996
- Karen Blixen Superstar. Glimt af det litterære liv i mediealderen. 1996
- Bo Bojesen og den store verden 1945-96. 1996
- Litteraturens vaneforbrydere. Kritikere, forlæggere og lystlæsere – det litterære liv i Danmark gennem 200 år. 1999
- Vor tids Reitzel. En pionerforlægger og hans samtid 1949-99. 1999
- Verden ifølge Bo Bojesen 1943-99. 1999
- Den kulturradikale udfordring. 2002
- Det stadig moderne gennembrud. Georg Brandes og hans tid set fra det 21. århundrede. 2004